# Jean-Luc Moreau (metteur en scène)
Pour les articles homonymes, voir Jean-Luc Moreau.
Jean-Luc Moreau, né à Saint-Mandé (Val-de-Marne)[réf. nécessaire], est un acteur et metteur en scène français

## Biographie
Après le Conservatoire national supérieur d'art dramatique où il obtient deux premiers prix (comédie classique et comédie moderne) à l'unanimité, Jean-Luc Moreau entre à la Comédie-Française en 1969, qu'il quitte en 1972, après avoir interprété plus de 25 pièces classiques, pour rejoindre Pierre Debauche au théâtre des Amandiers de Nanterre, avec Patrick Chesnais, Pierre Arditi, Nicole Garcia, Brigitte Rouan. Il y joue notamment Les Misérables de Victor Hugo, Sarcelles-sur-mer de Jean-Pierre Bisson, Smocking ou Les mauvais sentiments de Jean-Pierre Bisson.
Depuis, il a mis en scène plus de 85 pièces.
Il participe à l'émission de Laurent Ruquier On n'demande qu'à en rire sur France 2 en tant que juré de 2010 à 2013.
En décembre 2014, il rejoint ce même Laurent Ruquier sur RTL et devient l'un des sociétaires de la nouvelle formule des Grosses Têtes.

### Vie privée
Jean-Luc Moreau est en couple avec la comédienne Elie Addams.
Il a eu 4 enfants avec la comédienne Catherine Morin: David Moreau, réalisateur notamment des films The Eye et 20 ans d'écart, Romain Moreau, Florian Moreau et Constant Moreau.
Il a eu une fille avec la comédienne Agathe Bergman: Esther Moreau.
Il a eu 2 enfants avec la comédienne Mathilde Penin: Camille Moreau-Penin et Adèle Moreau-Penin.

## Filmographie partielle
(août 2023).

### Acteur

#### Cinéma
- 1975 : Que la fête commence... de Bertrand Tavernier
- 1979 : L'école est finie de Olivier Nolin : Erik
- 1981 : Ils sont fous ces Normands de Serge Pénard - Le metteur en scène
- 1981 : Eaux profondes de Michel Deville : Joël
- 1983 : Flics de choc de Jean-Pierre Desagnat : Gratien Scorda
- 1986 : Le passage de René Manzor : Patrick

#### Télévision
- 1970 : Monsieur de Pourceaugnac, téléfilm de Georges Lacombe : l'apothicaire
- 1971 : Les Fausses confidences, téléfilm de Jean-Marie Coldefy : Lubin, valet d'Araminte
- 1971 : Mais n'te promène donc pas toute nue, téléfilm de Jacques Audoir : Victor
- 1972 : Les Précieuses ridicules, téléfilm de Jean-Marie Coldefy : Mascarille
- 1972-1973 : Les Rois maudits (mini-série) de Claude Barma - 6 épisodes : Guccio Baglioni
- 1974 : Sarcelles-sur-Mer, téléfilm de Patrick Martin : Ludovic
- 1974 : Malicroix, téléfilm de François Gir : Martial
- 1976 : Les Mystères de New York (mini-série) : Bam
- 1976 : Commissaire Moulin - 3 épisodes : Alex
  - L'évadé - Choc en retour - La surprise du chef
- 1977 : C'est arrivé à Paris, téléfilm de François Villiers : François Villon
- 1978 : Messieurs les ronds-de-cuir, téléfilm de Daniel Ceccaldi : Chavarax
- 1979 : Joséphine ou la Comédie des ambitions, (mini-série) de Robert Mazoyer : Tallien
- 1980 : Médecins de nuit de Jacques Tréfouël, épisode : L'entrepôt (série télévisée)
- 1981 : Les Cinq Dernières Minutes de Guy Lessertisseur, épisode Paris le 15 août - Jérôme
- 1982 : Caméra une première - épisode : C'est pas le rêve ici de Jean-Claude Charnay (série télévisée)
- 1982 : Les Longuelune, téléfilm de Jean-Daniel Verhaeghe - Ferdinand
- 1982 : L'Épreuve, téléfilm de Claude Santelli - Frontin
- 1982 : Le Féminin pluriel, téléfilm de Marcel Camus : Jean Dassier
- 1983 : Merci Sylvestre - 6 épisodes : Sylvestre (dont aussi interprète de la chanson du générique : Et voilà, c'est moi, l'homme de ménage...)
- 1983 : Wagner de T. Palmer (série télévisée) - Petipa (2 épisodes : #1.3 et #1.4 )
- 1983 : Le Nez à la fenêtre, téléfilm de Jean-Claude Charnay - Michel
- 1984 : Le Bonheur à Romorantin, téléfilm de Alain Dhénaut - Antoine
- 1984 : La Pendule (séries tv) - Étienne
- 1985 : Messieurs les jurés - épisode : L'affaire Gadet (série télévisée) : Pierre François Gadet, l'accusé
- 1986 : L'Amour à la lettre, téléfilm de Gérard Gozlan - Raymond Rucier
- 1986 : Le Dindon, téléfilm de Pierre Badel - Redillon
- 1991 : La Femme des autres, téléfilm de Jean Marbœuf - Jacky
- 1991 : Marie Curie, une femme honorable, téléfilm en 3 parties de Michel Boisrond - Paul Langevin
- 1996 : Tendre piège, téléfilm de Serge Moati - Jean
- 1997 : Un mois de réflexion, téléfilm de Serge Moati
- 1998 : Maison de famille, téléfilm de Serge Moati
- 1998 : Nestor Burma - épisode : En avant Burma de Jean Marbœuf - Weller
- 1999 : H - épisode #2.17 : Une histoire de théâtre
- 2000-1997 : La Vocation d'Adrienne - trilogie de Joël Santoni - le styliste Christian Lepage
  - épisode no 1 : épisode pilote
  - épisode no 2 : Neuf mois après
  - épisode no 3 : Grandeur Nature
- 2004 : La Crim' - épisode #11.1 : Condamné à vie de Denis Amar - Mikhaïl Tadev
- 2005 : Commissaire Valence - épisode #1.5 : Le môme de Patrick Grandperret - Me Vannier
- 2006 : Intime conviction - épisode #1.1 : L'affaire Lio (séries TV) - Membre du Jury
- 2009 : Chat et souris, téléfilm de Serge Khalfon - Jean Martin

##### Théâtre
- 1969 : Au théâtre ce soir : Caroline a disparu de Jean Valmy et André Haguet, mise en scène Jacques-Henri Duval, réalisation Pierre Sabbagh, théâtre Marigny
- 1977 : Au théâtre ce soir : Le Diable à quatre de Louis Ducreux, mise en scène Max Fournel, réalisation Pierre Sabbagh, théâtre Marigny
- 1978 : Le Petit Théâtre d'Antenne 2 - épisode : Gibier de potence
- 1978 : Au théâtre ce soir : Vous ne l'emporterez pas avec vous de Moss Hart et George Kaufman, mise en scène Jean-Luc Moreau, réalisation Pierre Sabbagh, théâtre Marigny
- 1978 : Au théâtre ce soir : La Paix du dimanche de John Osborne, mise en scène Max Fournel, réalisation Pierre Sabbagh, théâtre Marigny
- 1980 : Au théâtre ce soir : À cor et à cri de Jean Baudard, mise en scène Daniel Crouet, réalisation Pierre Sabbagh, théâtre Marigny
- 1984 : Au théâtre ce soir : KMX Labrador de Jacques Deval, mise en scène Jean-Luc Moreau, réalisation Pierre Sabbagh, théâtre Marigny

##### Émission télévisée
- 2013 : On n'demande qu'à en rire : Le 28 mars 2013 a eu lieu une émission spéciale : quatre jurés faisaient un sketch et quatre humoristes de la saison 1 jugeaient. Jean-Luc Moreau était le premier participant et a eu 83 points. Toutefois, il est à noter que Jean-Luc Moreau copia en très grande partie et presque mot pour mot des passages du roman de Sacha Guitry Mémoires d'un tricheur pour créer l'ossature de son sketch, sans mentionner l'auteur[1].

### Réalisateur
- 1980 : La Vie des autres : La Part des ténèbres
- 1999-2000 : H, sitcom de Canal + avec Jamel Debbouze, Éric et Ramzy - 10 épisodes :
  - Une histoire de cobaye (2000)
  - Une histoire de théâtre (2000)
  - Une histoire de père (2000)
  - Une histoire de champignons (1999)
  - Une histoire d'amnésie (1999)
  - Une histoire d'humanitaire (1999)
  - Une histoire de cassette (1999)
  - Une histoire d'amours (1999)
  - Une histoire de discorde (1999)
  - Une histoire de croyance (1999)

### Mise en scène
- 1987-1997 : metteur en scène de la Cérémonie des Molières.

## Théâtre

### Comédien
- 1967 : Arlequin valet de deux maîtres de Carlo Goldoni, mise en scène Jean-Louis Thamin, Théâtre de la Gaîté-Montparnasse
- 1969 : L'Avare de Molière, mise en scène Jean-Paul Roussillon, Comédie-Française
- 1969 : Les Italiens à Paris de Charles Charras et André Gille d'après Évariste Gherardi, mise en scène Jean Le Poulain, Comédie-Française
- 1970 : Dom Juan de Molière, mise en scène Antoine Bourseiller, Comédie-Française
- 1970 : George Dandin de Molière, mise en scène Jean-Paul Roussillon, Comédie-Française
- 1970 : Le Songe d'August Strindberg, mise en scène Raymond Rouleau, Comédie-Française
- 1971 : Les Précieuses ridicules de Molière, mise en scène Jean-Louis Thamin, Comédie-Française
- 1971 : Un imbécile de Luigi Pirandello, mise en scène François Chaumette, Comédie-Française
- 1971 : Mais n'te promène donc pas toute nue de Georges Feydeau, mise en scène Jean-Laurent Cochet, Comédie-Française
- 1971 : Becket ou l'Honneur de Dieu de Jean Anouilh, mise en scène Jean Anouilh, Roland Piétri, Comédie-Française
- 1971 : Le Malade imaginaire de Molière, mise en scène Jean-Laurent Cochet, Comédie-Française
- 1972 : Cyrano de Bergerac de Edmond Rostand, mise en scène Jacques Charon, Comédie-Française
- 1972 : Cœur à deux de Guy Foissy, mise en scène Jean-Pierre Miquel, Comédie-Française
- 1973 : Smoking ou Les Mauvais Sentiments de Jean-Pierre Bisson, mise en scène de l'auteur, Festival d'automne à Paris
- 1974 : Monsieur Amilcar d'Yves Jamiaque, mise en scène Jacques Charon, Théâtre des Bouffes-Parisiens
- 1975 : Viens chez moi, j'habite chez une copine de Luis Rego, Didier Kaminka, mise en scène Jean-Luc Moreau, Théâtre Édouard VII, Studio des Champs-Elysées
- 1976 : Rosencrantz et Guildenstern sont morts de Tom Stoppard, mise en scène Jean-François Prévand, Théâtre de la Plaine, Théâtre des Mathurins
- 1976 : Amphitryon 38 de Jean Giraudoux, mise en scène Jean-Laurent Cochet, Théâtre Édouard VII
- 1977 : Rosencrantz et Guildenstern sont morts de Tom Stoppard, mise en scène Jean-François Prévand, Théâtre de Nice
- 1978 : Trois Lits pour huit d'Alan Ayckbourn, mise en scène Pierre Mondy, Théâtre Montparnasse
- 1979 : Jugement de Barry Collins, mise en scène Jean-François Prévand
- 1980 : L'Ours d'Anton Tchekhov, mise en scène Jean-Luc Moreau, Théâtre Hébertot
- 1980 : Albert et son pont de Tom Stoppard, mise en scène Stéphan Meldegg
- 1981 : Barnum de Michael Stewart, musique Cy Coleman, mise en scène Yves Mourousi, direction musicale Frank Bacri
- 1982 : En sourdine… les sardines ! de Michael Frayn, mise en scène Robert Dhéry, Théâtre des Bouffes-Parisiens
- 1983 : Le Bonheur à Romorantin de Jean-Claude Brisville, mise en scène Andréas Voutsinás, Théâtre des Mathurins
- 1984 : Le Dindon de Georges Feydeau, mise en scène Jean Meyer, Théâtre du Palais-Royal
- 1985 : Un fil à la patte de Georges Feydeau, mise en scène Jean Danet
- 1986 : Un fil à la patte de Georges Feydeau, mise en scène Jean Meyer
- 1987 : Dom Juan de Molière, mise en scène Jean-Luc Moreau, Festival d’Anjou, Festival de Ramatuelle, Théâtre des Bouffes du Nord, Théâtre des Célestins
- 1988 : Une visite inopportune de Copi, mise en scène Jorge Lavelli, Théâtre national de la Colline, Nouveau théâtre d'Angers
- 1989 : Entre nous soit dit d’Alan Ayckbourn, mise en scène Stéphan Meldegg, Théâtre La Bruyère
- 1989 : Un fil à la patte de Georges Feydeau, mise en scène Pierre Mondy, Théâtre du Palais-Royal
- 1991 : Voltaire Rousseau de Jean-François Prévand, mise en scène de l'auteur, Théâtre La Bruyère, Théâtre de la Gaîté-Montparnasse, puis tournée en d'autres régions (théâtre de Laval en Mayenne/Bas-Maine, Pays-de-Loire...), lui campant Jean-Jacques Rousseau, Jean-Paul Farré campant Voltaire, dans un "duel" verbal direct imaginé de leur vivant, avant d'être panthéonisés l'un et l'autre post-mortem presque l'un en face de l'autre
- 1992 : Confidences pour clarinette de Michael Christofer, mise en scène Jean-Luc Moreau, Théâtre de la Gaîté-Montparnasse
- 1992 : Kvetch de Steven Berkoff, mise en scène Jorge Lavelli, Théâtre national de la Colline
- 1993 : Kvetch de Steven Berkoff, mise en scène Jorge Lavelli, Festival d'Avignon
- 1993 : Sexe et jalousie de Marc Camoletti, mise en scène de l'auteur, Théâtre Michel
- 1994 : Comment va le monde, môssieu ? il tourne, môssieu ! de François Billetdoux, mise en scène Jean-Pierre Miquel, Théâtre national de la Colline
- 1995 : Le Bonheur des autres de Michael Frayn, mise en scène Jean-Luc Moreau, Théâtre Fontaine
- 1995 : Le journal d'Adam et Eve de Mark Twain, mise en scène Jean-François Prévand et Jean-Luc Moreau
- 1996 : Ciel ma mère de Clive Exton, mise en scène Jean-Luc Moreau, Théâtre de la Michodière
- 1998 : Pour la galerie de Claude d'Anna et Laure Bonin, mise en scène Stephan Meldegg, Théâtre de l'Œuvre
- 2000 : Alarmes, etc. de Michael Frayn, mise en scène Stéphan Meldegg, Théâtre Saint-Georges
- 2002 : Le Dindon de Georges Feydeau, mise en scène Francis Perrin, Théâtre des Bouffes-Parisiens
- 2004 : Avis de tempête de Dany Laurent, mise en scène Jean-Luc Moreau, Théâtre des Variétés
- 2007-2009 : Chat et Souris de Ray Cooney, mise en scène Jean-Luc Moreau, Théâtre de la Michodière
- 2009 : L’Illusion conjugale d'Éric Assous, mise en scène Jean-Luc Moreau, Théâtre de l'Œuvre
- 2010 : L’Illusion conjugale d'Éric Assous, mise en scène Jean-Luc Moreau, Théâtre Tristan Bernard
- 2011 : L’Illusion conjugale d'Éric Assous, mise en scène Jean-Luc Moreau, Théâtre de l'Œuvre
- 2011 : Les Conjoints d'Éric Assous, mise en scène Jean-Luc Moreau, Théâtre Tristan Bernard, tournée en 2012
- 2014 : Voltaire Rousseau de et mise en scène Jean-François Prévand, Théâtre de Poche Montparnasse
- 2015 : On ne se mentira jamais d'Eric Assous, mise en scène Jean-Luc Moreau, Théâtre La Bruyère
- 2017 : Les Lyons de Nicky Silver, mise en scène Jean-Luc Moreau et Mathilde Penin, Centre national de création d'Orléans
- 2019 : Deux mensonges et une vérité de Sébastien Blanc et Nicolas Poiret, mise en scène Jean-Luc Moreau, théâtre Montparnasse
- 2021 : The Canapé de Patrice Leconte, mise en scène Jean-Luc Moreau, tournée
- 2022 : Demain la revanche de Sébastien Thiéry, mise en scène Ladislas Chollat, théâtre Antoine
- 2024 : Un atelier pour deux, de Laurence Jyl, mise en scène Jean-Luc Moreau, Théâtre de Passy

### Metteur en scène
- 1975 : Viens chez moi, j'habite chez une copine de Luis Rego, Didier Kaminka, théâtre Édouard VII, Studio des Champs-Elysées
- 1979 : L'Ours d'Anton Tchekhov, théâtre Hébertot
- 1979 : C'est à c't'heure ci que tu rentres ? de Michel Fermaud, théâtre des Nouveautés
- 1982 : Deux hommes dans une valise de Peter Yeldham et Donald Churchill, théâtre de la Porte-Saint-Martin
- 1982 : La Mémoire courte d'Yves Jamiaque, théâtre de la Madeleine
- 1984 : Au théâtre ce soir : La Surprise de Christian Nohel, réalisation Pierre Sabbagh, théâtre Marigny
- 1984 : Revenu de l'étoile d'André Obey, théâtre Saint-Georges
- 1984 : On m'appelle Émilie de Maria Pacôme, théâtre Saint-Georges
- 1984 : Deux hommes dans une valise de Peter Yeldham et Donald Churchill, théâtre de la Porte Saint Martin
- 1986 : Le Tombeur de Robert Lamoureux, théâtre de la Porte Saint Martin, théâtre des Variétés
- 1987 : Dom Juan de Molière, Festival d’Anjou, Festival de Ramatuelle, théâtre des Bouffes du Nord, théâtre des Célestins
- 1987 : On m'appelle Émilie de Maria Pacôme, théâtre Saint Georges
- 1988 : Drôle de couple de Neil Simon, théâtre Saint Georges
- 1988 : L’Avare de Molière, théâtre des Bouffes Parisiens
- 1988 : Mademoiselle Plume de Laurence Jyl, en tournée
- 1988 : Vite une femme de Daniel Prevost, théâtre Michel
- 1988 : Ténor de Ken Ludwig (en), théâtre de la Porte-Saint-Martin
- 1989 : L'Illusionniste de Sacha Guitry, théâtre des Bouffes-Parisiens
- 1989 : Au quatrième tome, il sera 17h et 89 minutes de Jean-Paul Farré, Festival d'Avignon
- 1990 : Vite une femme de Daniel Prévost, théâtre Michel
- 1990 : Un suédois ou rien de Laurence Jyl, théâtre Fontaine
- 1990 : Et moi et moi ! de Maria Pacôme, théâtre Saint-Georges
- 1990 : Deux femmes pour un fantôme et La Baby-sitter de René de Obaldia, théâtre des Célestins
- 1991 : Les Seins de Lola de Maria Pacôme, théâtre Saint Georges
- 1992 : Confidences pour clarinette de Michael Christofer, théâtre de la Gaîté-Montparnasse
- 1992 : Quelle nuit de Ray Galton et John Antrobus, tournée
- 1992 : Les Enfants d’Édouard de Marc-Gilbert Sauvajon, Théâtre Édouard VII
- 1993 : Silence en coulisses ! de Michael Frayn, théâtre du Palais Royal
- 1993 : La Baby Sitter et Deux femmes pour un fantôme de René de Obaldia, théâtre des Célestins
- 1993 : Je ne suis pas un homme facile de Jean-Loup Dabadie, théâtre Marigny
- 1993 : Drôle de couple de Neil Simon, théâtre des Célestins
- 1993 : L'Avare de Molière, théâtre des Bouffes-Parisiens
- 1994 : Les Fourberies de Scapin de Molière, théâtre du Gymnase Marie Bell
- 1995 : Le Voyage de monsieur Perrichon d'Eugène Labiche, théâtre Saint-Georges
- 1995 : Les Désarrois de Gilda Rumeur de Maria Pacôme, théâtre Saint-Georges
- 1995 : Sexe et jalousie de Marc Camoletti, théâtre Michel
- 1995 : Le Bonheur des autres de Michael Frayn, théâtre Fontaine
- 1995 : Le Portefeuille de Pierre Sauvil et Eric Assous, théâtre Saint-Georges
- 1996 : Le Voyage de monsieur Perrichon d'Eugène Labiche, théâtre Saint-Georges
- 1996 : Ciel ma mère de Clive Exton, théâtre de la Michodière
- 1996 : Monsieur de Saint-Futile de Françoise Dorin, théâtre des Bouffes-Parisiens
- 1996 : Max et Charlie de Laurence Jyl, théâtre Daunou
- 1998 : Le 6e Ciel de Louis-Michel Colla, théâtre Saint-Georges
- 1998 : Ma femme s'appelle Maurice de Raffy Shart, théâtre du Gymnase Marie Bell
- 2000 : Sous les pavés, la plage de Rita Brantalou et Philippe Bruneau, théâtre Daunou
- 2001 : Monsieur chasse ! de Georges Feydeau, théâtre du Palais-Royal
- 2001 : Panique à la sacristie, de JF Champion, en tournée
- 2001 : Impair et Père de Ray Cooney, théâtre de la Michodière
- 2001 : Madame Marguerite de Roberto Athayde, théâtre de la Gaîté-Montparnasse
- 2002 : L’Avare de Molière, tournée
- 2003 : L'Invité de David Pharao, théâtre Édouard VII
- 2003 : La Salle de bains d'Astrid Veillon, Comédie de Paris
- 2003 : Ainsi soit-il de JF Champion, théâtre Édouard VII
- 2003 : Blanche-Neige (comédie musicale) (nl) de Johan Vanden Eede, Folies Bergère
- 2004 : L'Acheteur de Serge Gisquière, Petit Hébertot
- 2004 : Un beau salaud de Pierre Chesnot, théâtre de Paris
- 2004 : 1, 2, 3 Sardines de Sylvie Audcoeur, David Basant, Olivier Yéni, Comédie Bastille
- 2004 : Avis de Tempête de Dany Laurent, théâtre des Variétés
- 2004 : L'Invité de David Pharao, théâtre des Mathurins
- 2005 : 1,2,3 sardines de Sylvie Audcoeur, théâtre Fontaine
- 2005 : La Sœur du Grec de Éric Delcourt, Comédie Bastille
- 2005 : Hold-up de Jean Barbier, théâtre des Nouveautés
- 2005 : Stationnement alterné de Ray Cooney, théâtre de la Michodière
- 2005 : Camille C. de Jonathan Kerr, théâtre de l'Œuvre
- 2005 : C'est jamais facile de Jean Claude Islert, théâtre Michel
- 2005 : Si c'était à refaire de Laurent Ruquier, théâtre des Variétés
- 2006 : La Sœur du grec d'Éric Delcourt, théâtre Fontaine
- 2006 : Elle nous enterrera tous… de Jean Franco, théâtre Saint-Georges
- 2006 : Vive Bouchon de Jean Dell et Gérald Sibleyras, théâtre Michel
- 2006 : Délit de fuites de Jean-Claude Islert, théâtre de la Michodière
- 2006 : Patrick Adler - Adler… frais de Patrick Adler, théâtre Le Temple
- 2007 : Marzouk - Avant ce sera mieux ! de Marzouk, Petit Théâtre des Variétés
- 2007 : Happy Hanouka de Sylvie Audcoeur, Alex Pandev, théâtre Michel
- 2007 : Les Belles-Sœurs d'Éric Assous, théâtre Saint-Georges
- 2007 : Chat et souris de Ray Cooney, théâtre de la Michodière
- 2007 : Agnès Soral aimerait bien vous y voir de Jacques Pessis et Agnès Soral, Comédie de Paris
- 2008 : Secret de famille d'Éric Assous, théâtre des Variétés
- 2008 : Ma femme s'appelle Maurice de Raffy Shart, théâtre des Nouveautés
- 2008 : Entre 15h et 15h30 de Jean-Claude Islert, théâtre Michel
- 2008 et 2009 : metteur en scène de l’émission Tous au Théâtre présenté par Laurent Ruquier sur France 2
- 2009 : Les hommes préfèrent mentir d'Éric Assous, théâtre Saint-Georges
- 2009 : L’Illusion conjugale d'Éric Assous, théâtre de l'Œuvre et théâtre Tristan Bernard, Reprise en 2010 et 2011
- 2009 : Le Dîner de cons de Francis Veber, tournée
- 2010 : Feu la mère de madame de Georges Feydeau, en direct pour France 2, pour précéder la cérémonie des Molières
- 2010 : Stand-Up de Gérald Sibleyras, théâtre Tristan-Bernard
- 2010 : Le Dîner de cons de Francis Veber, théâtre des Variétés
- 2010 : Le Technicien d'Éric Assous, théâtre du Palais-Royal
- 2010 : Hillarmonic show avec Michel Leeb, théâtre Marigny et théâtre Comédia
- 2010 : À deux lits du délit de Derek Benfield, théâtre de la Michodière
- 2010 : C'est pas le moment ! de Jean-Claude Islert, théâtre Saint-Georges
- 2010 : Monsieur Luxure de Laurent Couson, théâtre de la Gaîté-Montparnasse
- 2011 : Une journée ordinaire d'Éric Assous, théâtre des Bouffes-Parisiens, tournée en 2013
- 2011 : Parce que je la vole bien de Laurent Ruquier, théâtre Saint-Georges
- 2011 : Les Conjoints d'Éric Assous, théâtre Tristan Bernard
- 2011 : Le Coup de la cigogne de Jean-Claude Isler, théâtre Saint-Georges
- 2011 : Mon meilleur copain d'Éric Assous, théâtre des Nouveautés
- 2012-2013 : Un stylo dans la tête de Jean Dell, théâtre des Nouveautés, tournée
- 2012 : Plein la vue de Jean Franco et Guillaume Mélanie, Théâtre de la Michodière
- 2012 : Un drôle de père de Bernard Slade, Théâtre Montparnasse
- 2012 : Les Menteurs de Anthony Neilson, Théâtre de la Porte-Saint-Martin
- 2012 : Le Bonheur d'Eric Assous, Théâtre Marigny
- 2013 : Jamais deux sans trois de Jean Franco, Théâtre du Palais-Royal
- 2013 : 3 lits pour 8 de Alan Ayckbourn, théâtre Saint-Georges
- 2013 : Coup de sangria de Eric Chappell, Théâtre de la Michodière
- 2013-2014 : Joyeuses Pâques de Jean Poiret, tournée puis Théâtre du Palais-Royal
- 2014 : Court sucré ou long sans sucre de Sylvie Audcoeur, David Basant, Bruno Chapelle et Olivier Yéni, Comédie Bastille
- 2015 : On ne se mentira jamais d'Eric Assous, Théâtre La Bruyère
- 2015 : Acapulco madame de Yves Jacques, Théâtre Tête d'Or
- 2015 : Le Tombeur de Robert Lamoureux, Théâtre des Nouveautés
- 2015 : Gospel sur la colline de Benjamin Falleyras, Folies Bergère
- 2016 : Libres sont les papillons de Leonard Gershe, Théâtre Rive Gauche
- 2016 : Petits crimes conjugaux, théâtre Rive Gauche
- 2016 : Mariage et châtiment, théâtre Hébertot
- 2016 : L'Heureux élu, Théâtre de la Madeleine
- 2016 : Jolis mensonges, Théâtre de la Michodière
- 2017 : Les Lyons de Nicky Silver, Centre national de création d'Orléans
- 2017 : Confidences de Joe Di Pietro, Théâtre Rive Gauche
- 2018 : Deux mensonges et une vérité de Sébastien Blanc et Nicolas Poiret, Théâtre Rive Gauche
- 2018 : Le Journal de ma fille de Coralie Miller, Théâtre Tête d'Or
- 2018 : Inavouable, de Éric Assous, La Coupole (Cité Internationale)
- 2018 : La Moustache de Sacha Judaszko et Fabrice Donnio, théâtre de la Gaîté Montparnasse
- 2020 : Le Muguet de noël de Sébastien Blanc et Nicolas Poiret, théâtre Montparnasse
- 2020 : Si on savait d'Eric Fraticelli, Théâtre des Bouffes Parisiens
- 2022 : Un couple magique de Laurent Ruquier, Théâtre des Bouffes Parisiens
- 2022 : Le Fantasme de Jean-François Cros, Comédie des Champs-Élysées
- 2024 : Secrets de Sébastien Blanc, théâtre de la Madeleine
- 2024 : Un atelier pour deux, de Laurence Jyl, Théâtre de Passy
- 2025 : Les Grands Ducs de Patrice Leconte et Serge Frydman, théâtre de Passy

## Publication
- J'y étais, Lafon, 2013

## Distinctions

### Nominations
- Molières 1994 : nomination au Molière du comédien pour Comment va le monde, Môssieu ? Il tourne, Môssieu !
- Molières 2005 : nomination au Molière du metteur en scène pour Camille C., théâtre de l'Œuvre
- Molières 2005 : Molière du meilleur spectacle inattendu pour Camille C., théâtre de l'Œuvre
- Molières 2008 : nomination au Molière du théâtre privé pour Les Belles-sœurs d'Éric Assous, théâtre Saint-Georges
- Molières 2008 : nomination au Molière du spectacle comique pour Chat et souris de Ray Cooney, théâtre de la Michodière
- Molières 2010 : nomination au Molière du metteur en scène pour L'Illusion conjugale d'Éric Assous, théâtre de l'Œuvre, théâtre Tristan-Bernard
- Molières 2010 : nomination au Molière du théâtre privé pour L'Illusion conjugale